# 百慕達底鱂
百慕達底鱂，為輻鰭魚綱鯉齒目鯉齒亞目底鱂科的其中一種，為亞熱帶魚類，分布於大西洋百慕達群島淡水、半鹹水流域，體長可達12.9公分，棲息在沼澤、紅樹林等水域，能容忍鹽度變化，以昆蟲、甲殼類、藻類等為食，為多種鳥類、魚類的餌魚，繁殖期在每年2至9月。

## 擴展閱讀
維基物種上的相關：百慕達底鱂